# La ballata del piacere
La ballata del piacere è un documentario prodotto nel 1968 ma distribuito nel 1970 diretto da Arthur Knight, Charles W. Broun Jr. e Joel Holt, sulla vita e la carriera cinematografica di Jayne Mansfield.